# Graffenrieda
Graffenrieda là chi thực vật có hoa trong họ Mua.